# Liste de poissons d'aquarium d'eau douce
On peut séparer les poissons d’aquarium d’eau douce en différents groupes (ce classement ne correspond pas au classement systématique actuel). Cet article présente donc une liste des poissons d'aquarium d'eau douce, classés par groupe puis par genre.

## Les Characidés
Ce groupe rassemble des espèces originaires d’Amérique du Sud, d’Amérique centrale et d’Afrique. On y trouve aussi bien des espèces de quelques centimètres que d’un mètre.
Ce sont des hôtes de choix en aquariophilie du fait de leur grande diversité et de leur maintenance facile.

Ils vivent pour la plupart en bancs et il faut veiller à leur fournir suffisamment d’espace car ils nagent beaucoup.

### Characidés américains

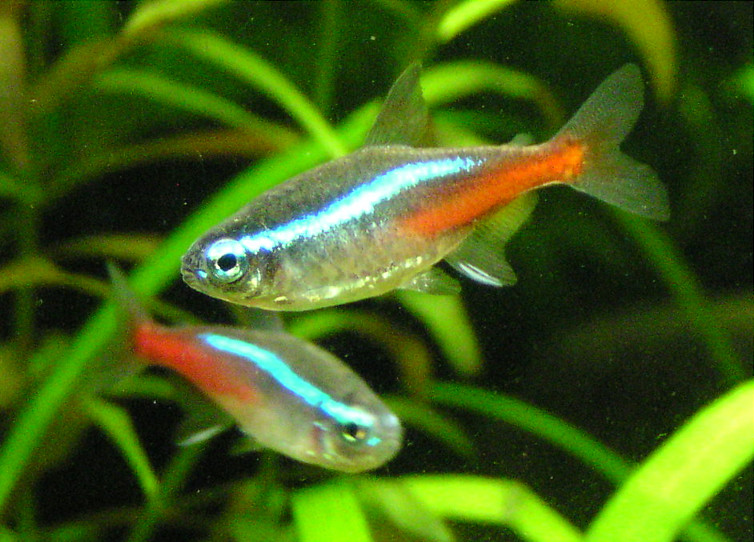
Deux tétra néon

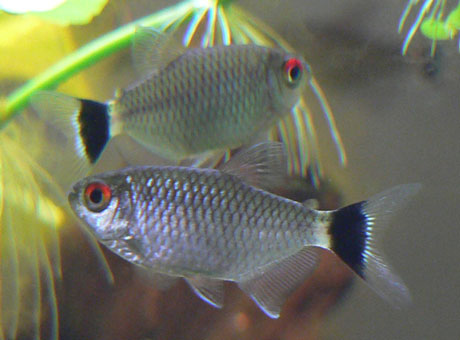
Deux yeux-rouges

On en connaît plus de 1 000 espèces. Les espèces les plus connues appartiennent aux genres suivants :
| - Anostomus - Astyanax - Boulengerella - Brycon - Carnegiella - Charax - Characidium - Colossoma - Copeina - Copella - Ctenobrycon - Cynodon - Cyphocharax - Erythrinus - Galeocharax | - Gasteropelecus - Gymnocorymbus - Hasemania - Hemibrycon - Hemigrammus - Hoplias - Hyphessobrycon - Iguanodectes - Inpaichthys - Knodus - Melanocharacidium - Metynnis - Microcharacidium - Moenkhausia - Mylesinus | - Myleus - Nannostomus - Nematobrycon - Paracheirodon - Petitella - Petulanos - Phenacogaster - Prionobrama - Pristella - Pyrrhulina - Prochilodus - Thayeria - Thoracocharax |

### Characidés africains

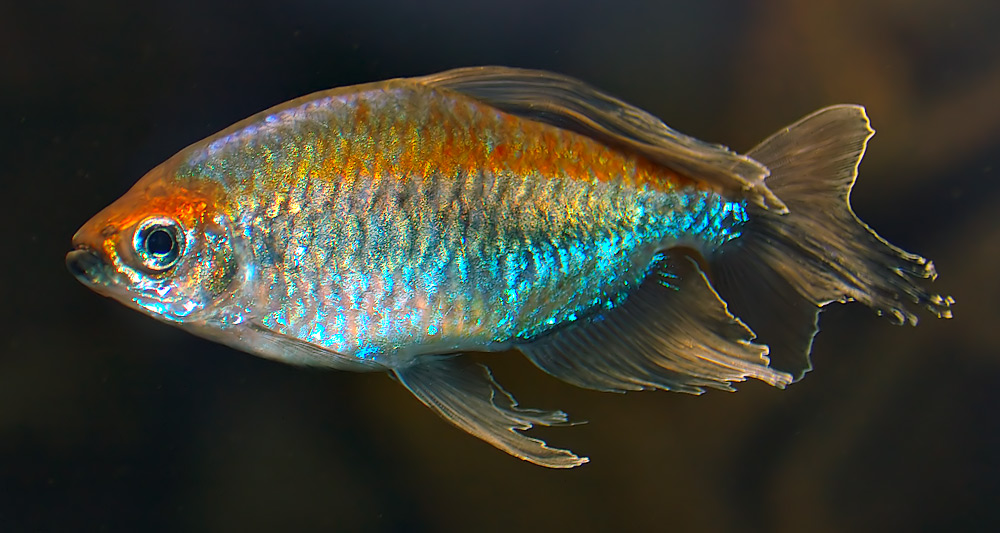
Tétra du Congo

On connaît plus de 200 espèces :
| - Arnoldichthys - Bathyaethiops - Brycinus - Distichodus - Hemigrammopetersius - Phenacogrammus |

## Les Cyprinidés

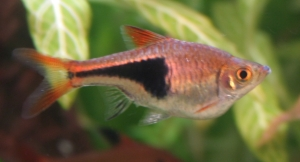
Rasbora arlequin

Ce groupe comprend beaucoup de poissons très populaires en aquariophilie, tels les barbus, danios, rasboras, etc.
Leur distribution géographique s’étend sur l’Europe, l’Asie, l’Afrique et l’Amérique du Nord.
Certains genres de la famille des Cyprinidés, comme les Barbus, ressemblent à s’y méprendre aux Characoïdes et occupent les mêmes niches écologiques. Ils s’en distinguent notamment par l'absence de nageoire adipeuse. D'autres poissons vivent près du substrat, comme des loches d'eau douce colorées.
| - Barbus - Botia - Carassius - Epalzeorhynchos - Labeo | - Pangio - Puntius - Rasbora - Yasuhikotakia |

## Les Siluriformes
Ce groupe comprend des espèces inféodées au substrat. Ils possèdent tous des barbillons. On les rencontre partout dans le monde à l’exception des régions très froides. On les subdivise en 3 grandes familles :

### Les Callichthyidés

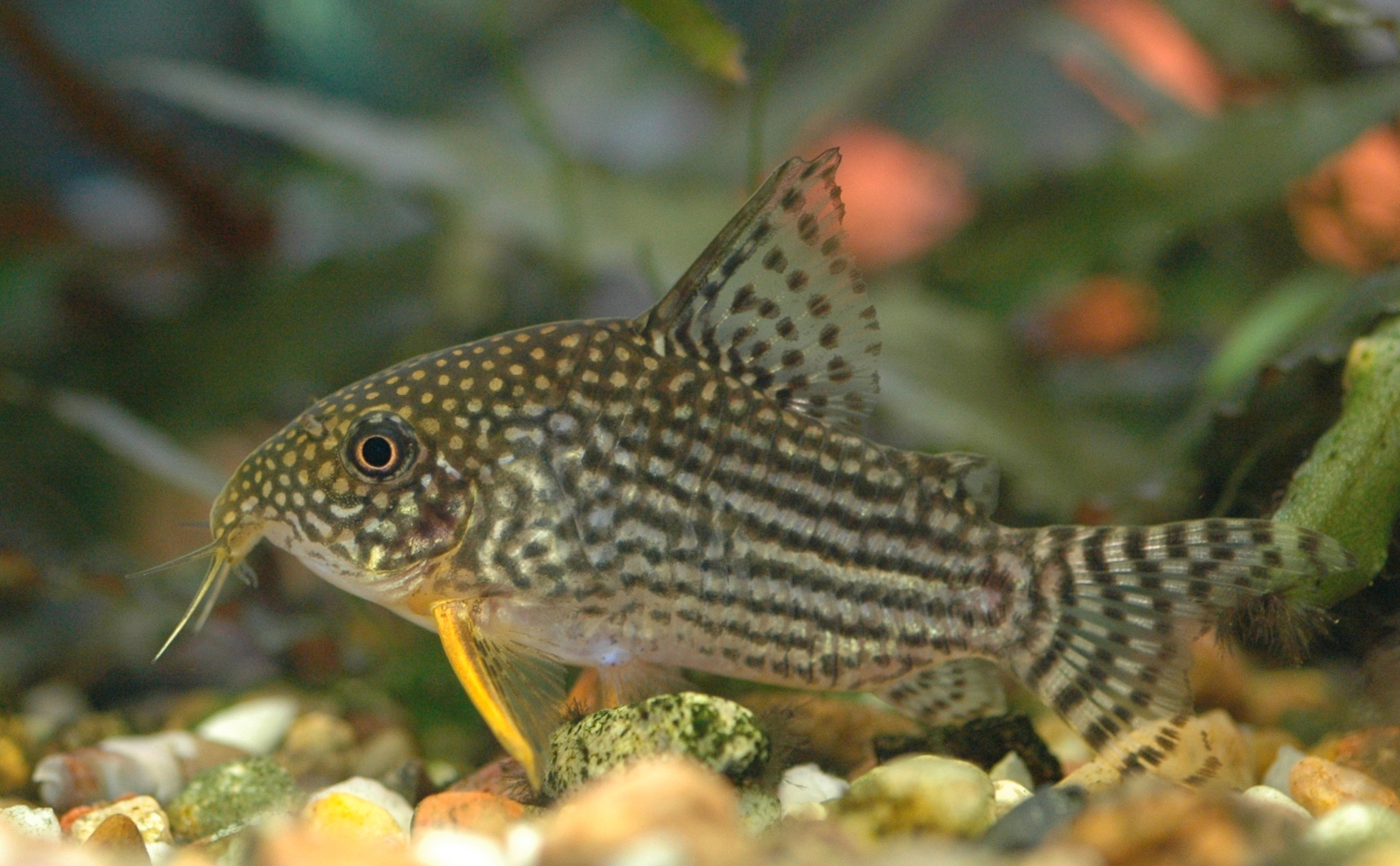
Corydoras de Sterba

1. Ce sont des poissons cuirassés originaires d’Amérique du Sud.

| - Aspidoras - Brochis - Callichthys - Corydoras | - Dianema - Hoplosternum - Megalechis - Platydoras |

### Les Loricariidés
Connus sous les noms de « lèche vitre », « nettoyeur de vitre » ou « pléco », ils présentent des formes particulières et une multitude de couleurs. Ils se divisent en 6 sous-familles :

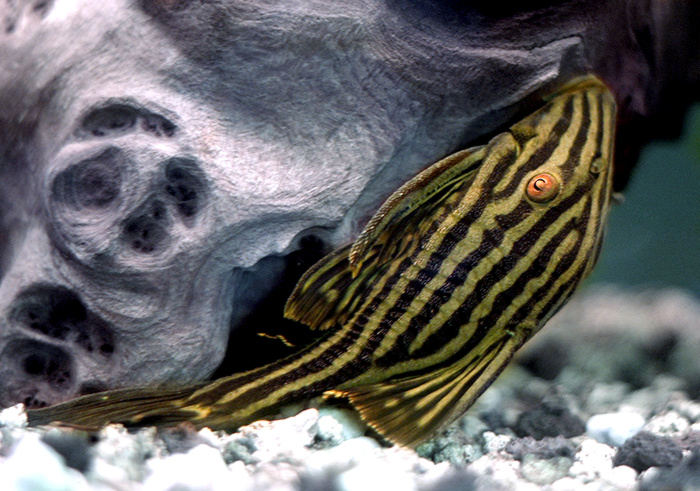
Un pléco royal sur une racine

| - Delturinae - Hypoptopomatinae - Hypostominae - Lithogeneinae - Loricariinae - Neoplecostominae |

Liste détaillée : Loricariidae

### Les Mochocidés

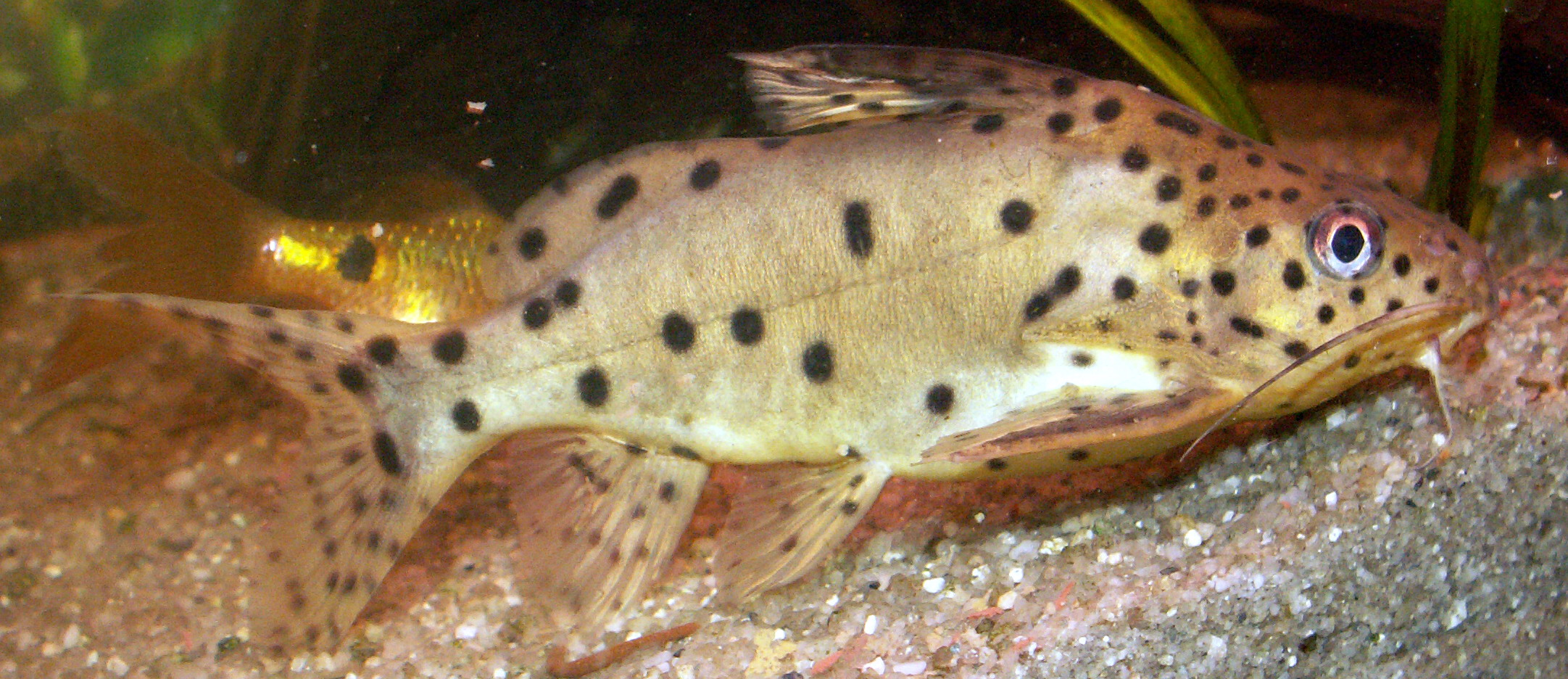
Synodontis njassae

Ces poissons possèdent 4 paires de barbillons. On les trouve principalement en Afrique.
- Chiloglanis
- Euchilichthys
- Synodontis

## Les Poeciliidés
On trouve dans ce groupe des poissons très populaires tel les platys et les guppys. Ils présentent une multitude de formes et de couleurs. Ils sont originaires d’Amérique du Sud et d’Amérique centrale.

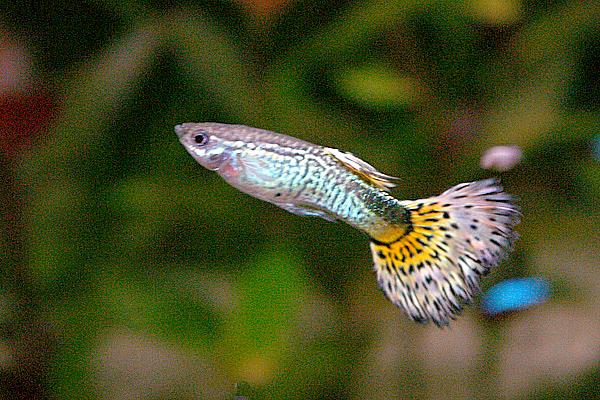
Un Guppy male

Pourvu qu’on ait des poissons sains à la base, leur maintenance et leur élevage sont très faciles.
Ils sont ovovivipares : les œufs se développent dans la cavité ovarienne et ce sont des alevins complètement formés qui quittent le ventre de la mère. Les espèces de nombreux genres de cette famille ont comme caractéristique la possibilité de stocker le sperme dans une spermathèque, de sorte que les femelles peuvent donner naissance plusieurs fois à des jeunes poissons sans intervention d'un mâle.
| - Belonesox - Gambusia - Girardinus - Heterandria | - Limia - Phalloceros - Poecilia - Xiphophorus |

## Les Cyprinodontiformes ou Killies

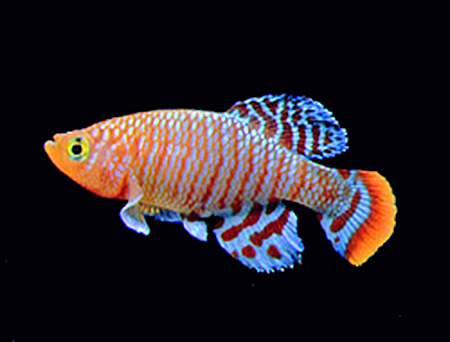
Un nothobranche de Rachov mâle

Les killies sont des poissons ovipares de l’ordre des Cyprinodontiformes. On peut les trouver partout dans le monde, à l’exception de l’Australie et des régions trop froides. De nombreuses espèces tropicales, dites « annuelles », se sont même adaptées à des milieux très changeant où l’eau vient à manquer pendant plusieurs mois.
Ce sont des espèces pas trop exigeantes, voire assez faciles, mais à la condition de les maintenir en aquarium spécifique.
| - Aphanius - Aphyosemion - Aplocheilus | - Epiplatys - Fundulopanchax - Nothobranchius | - Pachypanchax - Rivulus - Scriptaphyosemion |

## Les Cichlidés
On rencontre les poissons de la famille des Cichlidae en Amérique centrale, Amérique du Sud, en Afrique et quelques espèces en Asie. On en rencontre également un en Iran (Asie).

### Cichlidés nains américain

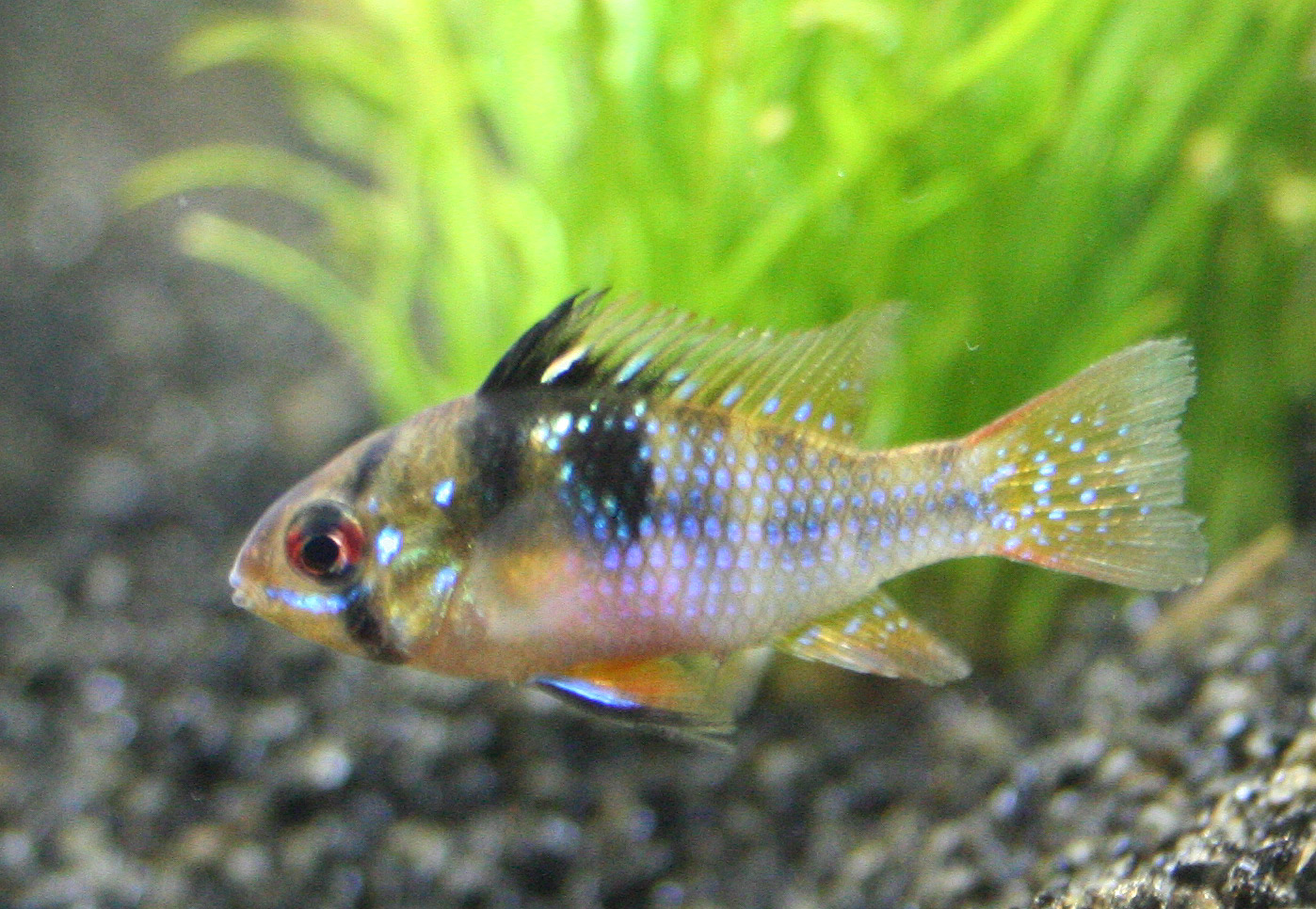
Ramirezi

| - Apistogrammoides - Biotoecus - Crenicara - Dicrossus | - Laetacara - Mazarunia - Mikrogeophagus - Nannacara - Taeniacara |

### Cichlidés américains

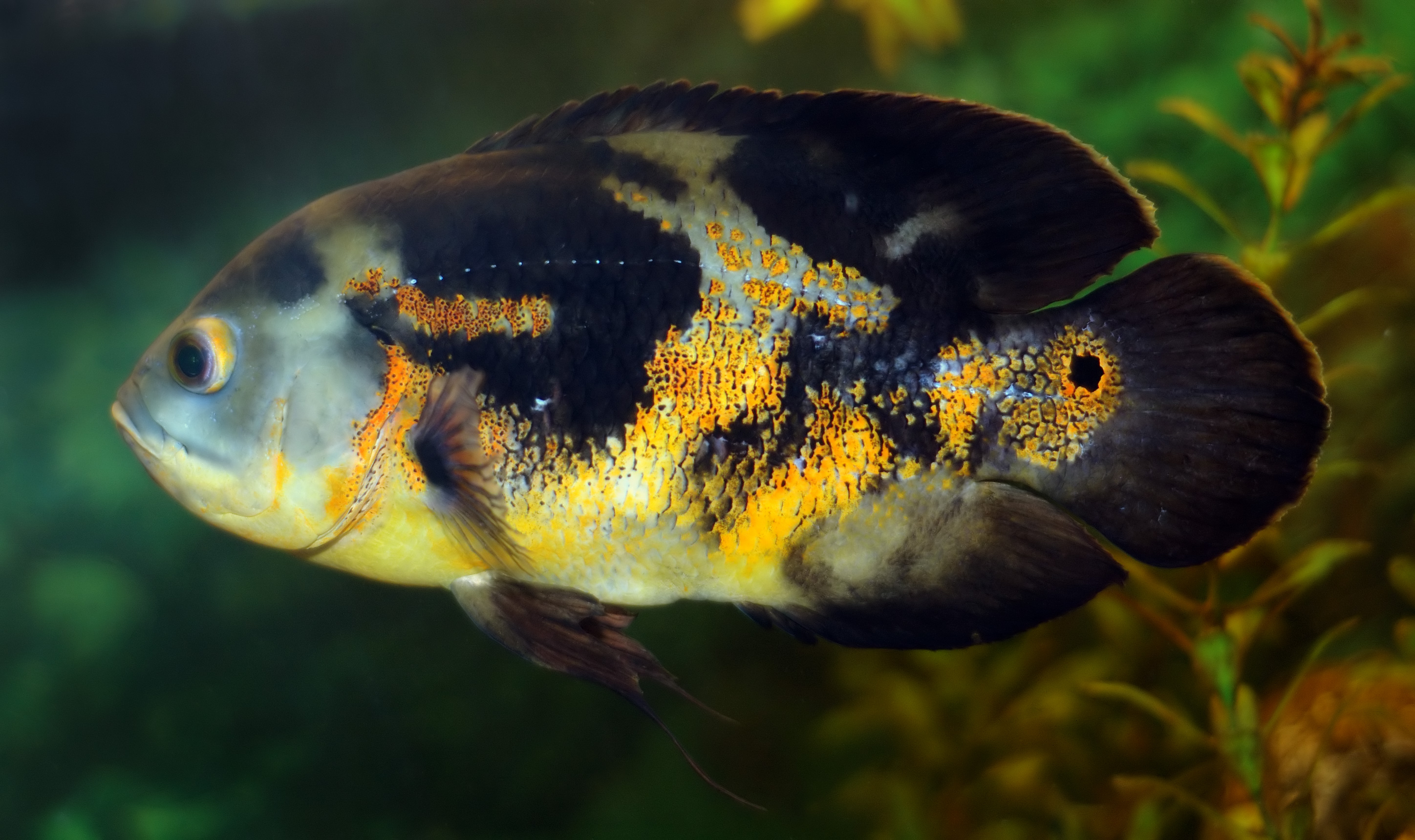
Oscar

| - Acaronia - Aequidens - Apistogramma - Astronotus - Chaetobranchopsis - Chaetobranchus - Cichla | - Cichlasoma - Crenicichla - Geophagus - Guianacara - Herichthys - Heros - Hypselecara | - Krobia - Mesonauta - Pterophyllum - Retroculus - Satanoperca - Symphysodon - Teleocichla | - Nandopsis - Thorichthys - Cryptoheros |

### Cichlidés nains d’Afrique de l’Ouest (Fluviatiles Africains)

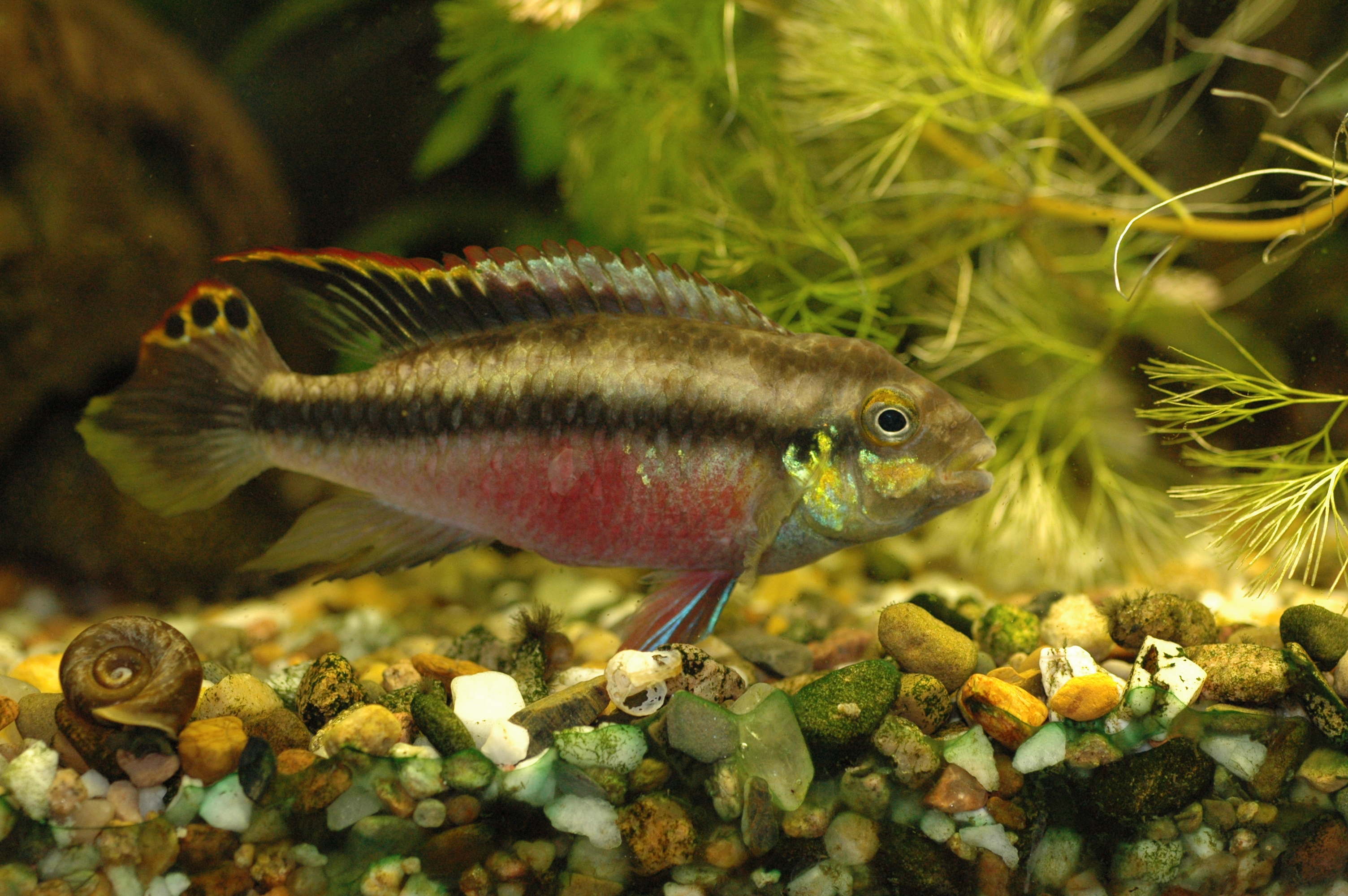
Pelvicachromis pulcher mâle

| - Hemichromis - Pelvicachromis - Steatocranus - Tilapia - Oreochromis - Sarotherodon | - Teleogramma - Tylochromis - Nanochromis - Pseudocrenilabrus - Ptychochromis - Benitochromis |

### Cichlidés des grands lacs africains

#### Cichlidés dulac Malawi

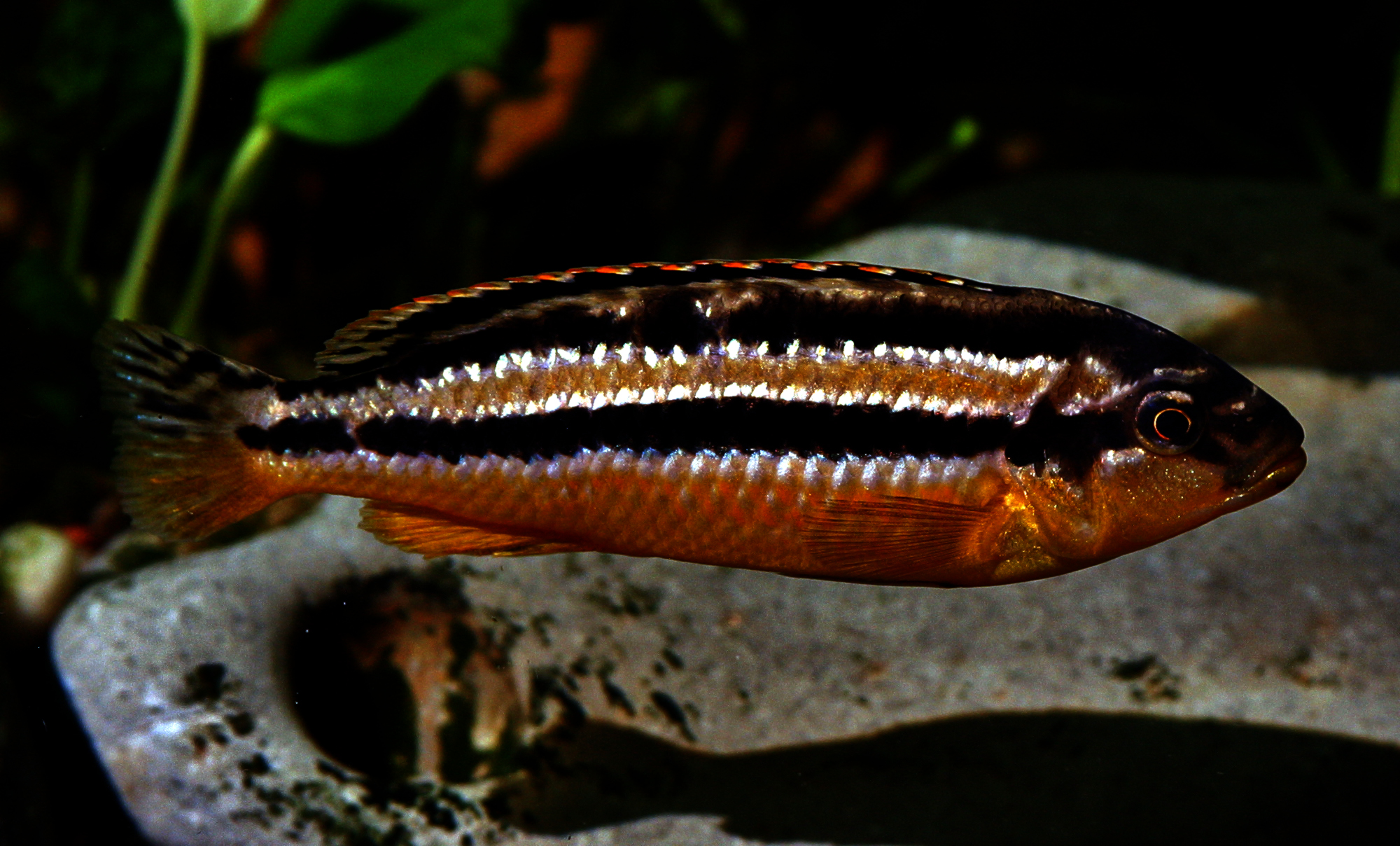
Melanochromis auratus femelle

| - Aulonocara - Champsochromis - Fossorochromis - Haplochromis - Labidochromis - Maylandia | - Melanochromis - Nimbochromis - Otopharynx - Placidochromis - Pseudotropheus - Scianochromis | - Letrinops - Metriaclima - Copadichromis - Protomelas - Labeotropheus |

#### Cichlidés dulac Tanganyika

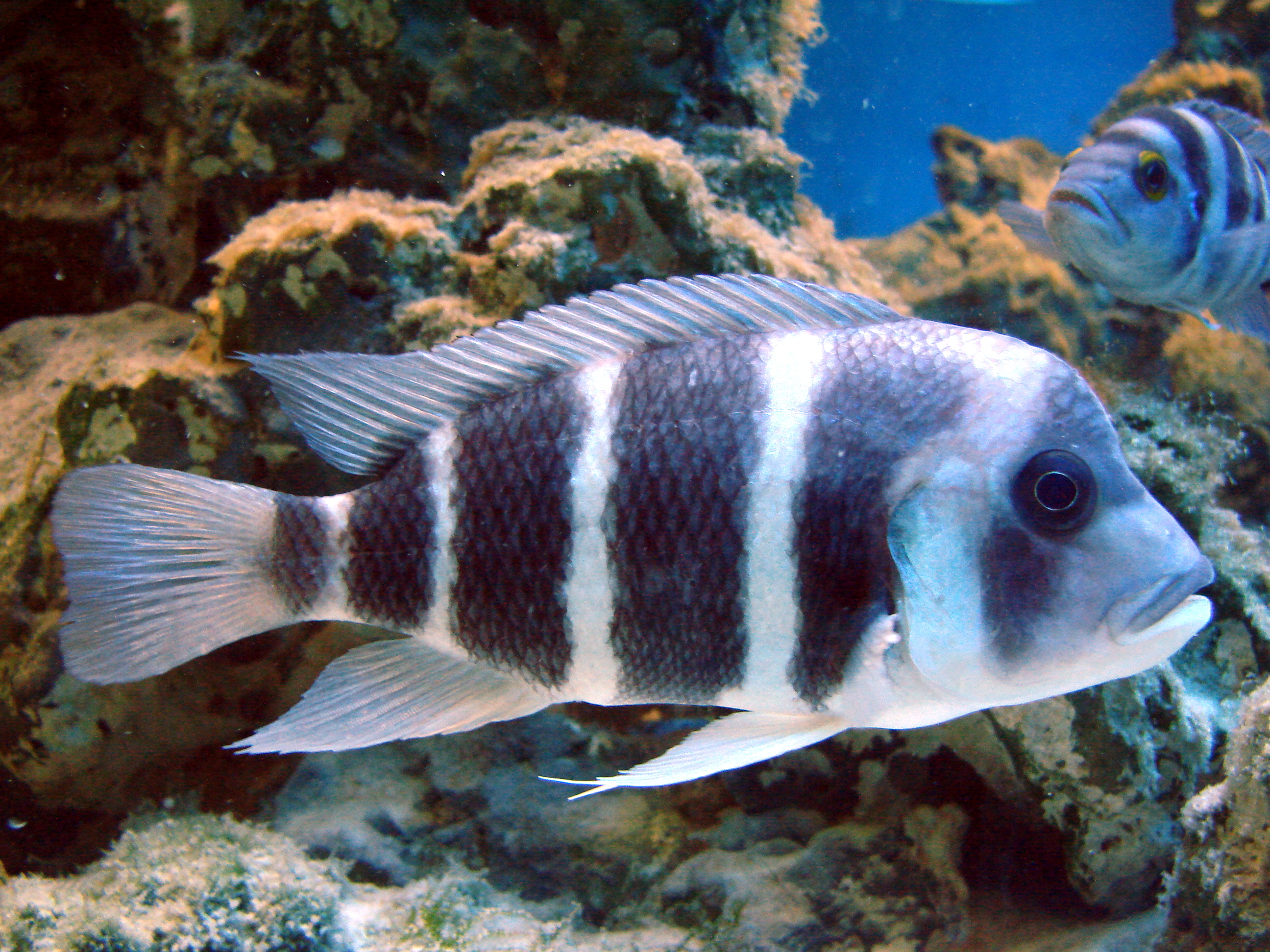
Cyphotilapia frontosa

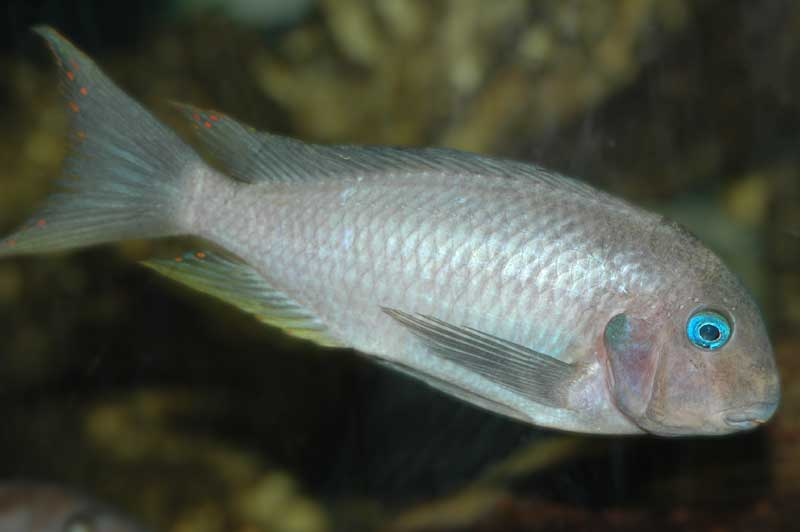
Tropheus polli

| - Altolamprologus - Aulonocranus - Baileychromis - Bathybates - Benthochromis - Callochromis - Cyathopharynx - Boulengerochromis - Cardiopharynx - Chalinochromis - Ctenochromis - Cunningtonia - Cyphotilapia - Cyprichromis - Ectodus - Enantiopus - Eretmodus | - Gniatochromis - Greenwoodochromis - Haplotaxodon - Hemibates - Interochromis - Julidochromis - Lepidiolamprologus - Lestradea - Limnochromis - Limnotilapia - Lobochilotes - Microdontochromis - Neolamprologus - Ophtalmotilapia - Oreochromis - Paleolamprologus - Paracyprichromis | - Perissodus - Petrochromis - Plecodus - Pseudosimochromis - Reganochromis - Simochromis - Spathodus - Tanganicodus - Telmotochromis - Telotrematocara - Trematocara - Trematochromis - Triglachromis - Tropheus - Tylochromis - Variabilichromis - Xenochromis |

#### Cichlidés dulac Victoria

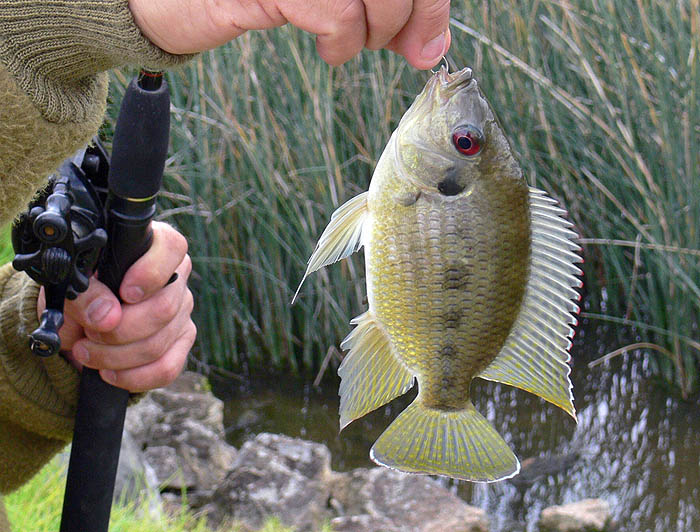
Tilapia mariae

| - Haplochromis - Tilapia - Oreochromis - Paralabidochromis - Pyxichromis | - Pundamilia - Astatotilapia - Neochromis - Lithochromis - Mbipia - Platytaeniodus |  |

### Cichlidé d’Iran

#### Cichlidé de la provinceHormozgan(Iran)
- Iranocichla

### Autres cichlidés africains
- Danakilia (Éthiopie)

### Cichlidé d’Asie
- Etroplus

## Les Osphronemidés

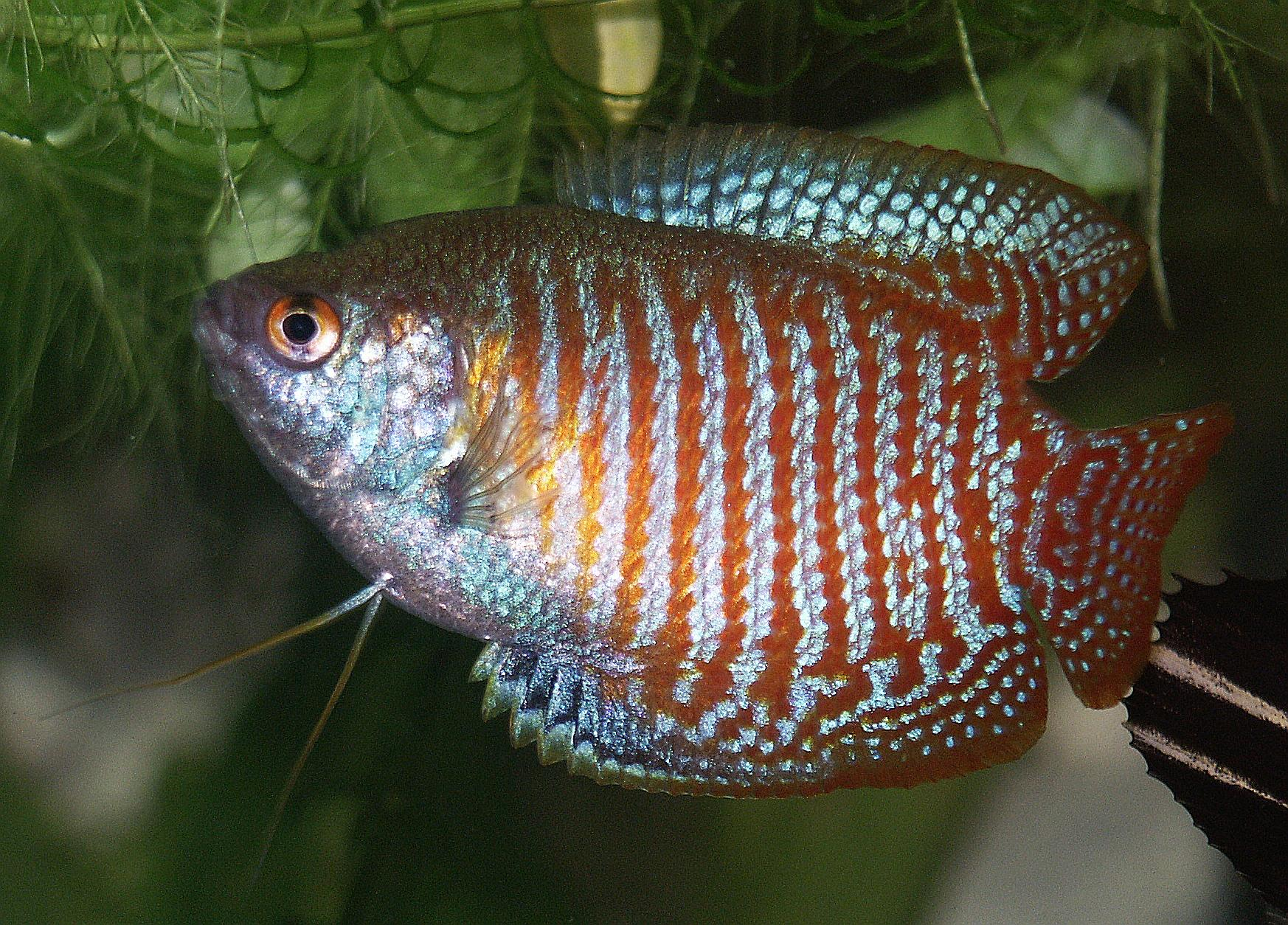
Colisa lalia

Ce groupe de Poissons doit son nom à l’organe situé dans le crâne, au niveau des branchies, grâce auquel les poissons respirent de l’air atmosphérique. Lors de la reproduction, beaucoup d’espèces de Labyrinthiformes construisent un nid de bulles où ils déposent leurs œufs, avec de nombreuses variantes (œufs flottants sans nid, nid de végétaux, ponte sous une feuille, etc.). Le genre Colisa n'existe plus et ses membres ont été reclassés dans les genres Trichogaster et Trichopodus.
| - - Belontiinae - Sous-famille Luciocephalinae - Ctenops - Luciocephalus - Parasphaerichthys - Sphaerichthys - Trichogaster - Trichopodus | - Sous-famille Macropodusinae - Betta - Macropodus - Malpulutta - Parosphromenus - Sphromenus - Trichopsis | - Sous-famille Osphroneminae - Osphronemus |

## Les Melanotaeniidés

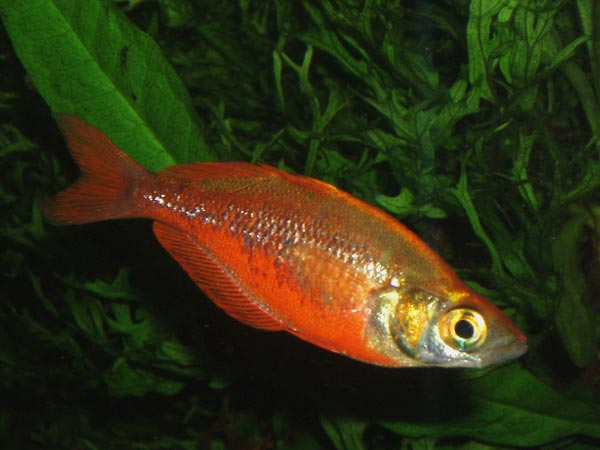
Glossolepis incisus

Également connus sous le nom de poissons arc-en-ciel, ils sont originaires d’Australie et de Nouvelle-Guinée.

À la condition de respecter la qualité de l'eau qui leur est nécessaire (eau dure et alcaline, sans nitrate), leur maintenance ne pose aucun problème. Ces espèces préfèrent vivre en groupe.
| - Glossolepis - Melanotaenia - Pseudomugil - Iriatherina | - Chilatherina - Cairnsichthys - Rhadinocentrus - Pelangia |

## Les autres
- Mormyridae
- Brachygobius
- Pantodon
- Tetraodon